# Кармаскали (Кармаскалинський район)
Кармаскали́ (рос. Кармаскалы, башк. Ҡырмыҫҡалы) — село, центр Кармаскалинського району Башкортостану, Росія. Адміністративний центр Кармаскалинської сільської ради.
Населення — 8540 осіб (2010; 7843 в 2002).
Національний склад:
- татари — 52 %
- башкири — 31 %